# Stenoporpia blanchardi
Stenoporpia blanchardi là một loài bướm đêm trong họ Geometridae.